# Факултет за информатику и рачунарство Универзитета Сингидунум
Факултет за информатику и рачунарство (скраћено ФИР) је факултет за информатику и рачунарство у саставу Универзитета Сингидунум. Наставни план и програм концепиран је на основу искуства у Србији, али и по узору на сродне европске факултете и универзитете.
Посебан акценат ставља се на самосталан рад на конкретним проблемима и развојним пројектима, како би се развила висока способност решавања проблема. У циљу унапређења наставног процеса, Факултет успешно сарађује са неколико компанија из области програмирања и рачунарства, а студентима су доступне и квалитетно опремљен савремен простор за рад.

## Студије
- Рачунарске науке
- Информационе технологије